# جون غرين (مدير مدرسة)
جون غرين (بالإنجليزية: John Green)‏ هو مدير مدرسة بريطاني، ولد في 17 مارس 1967.